# بحر بيسمارك

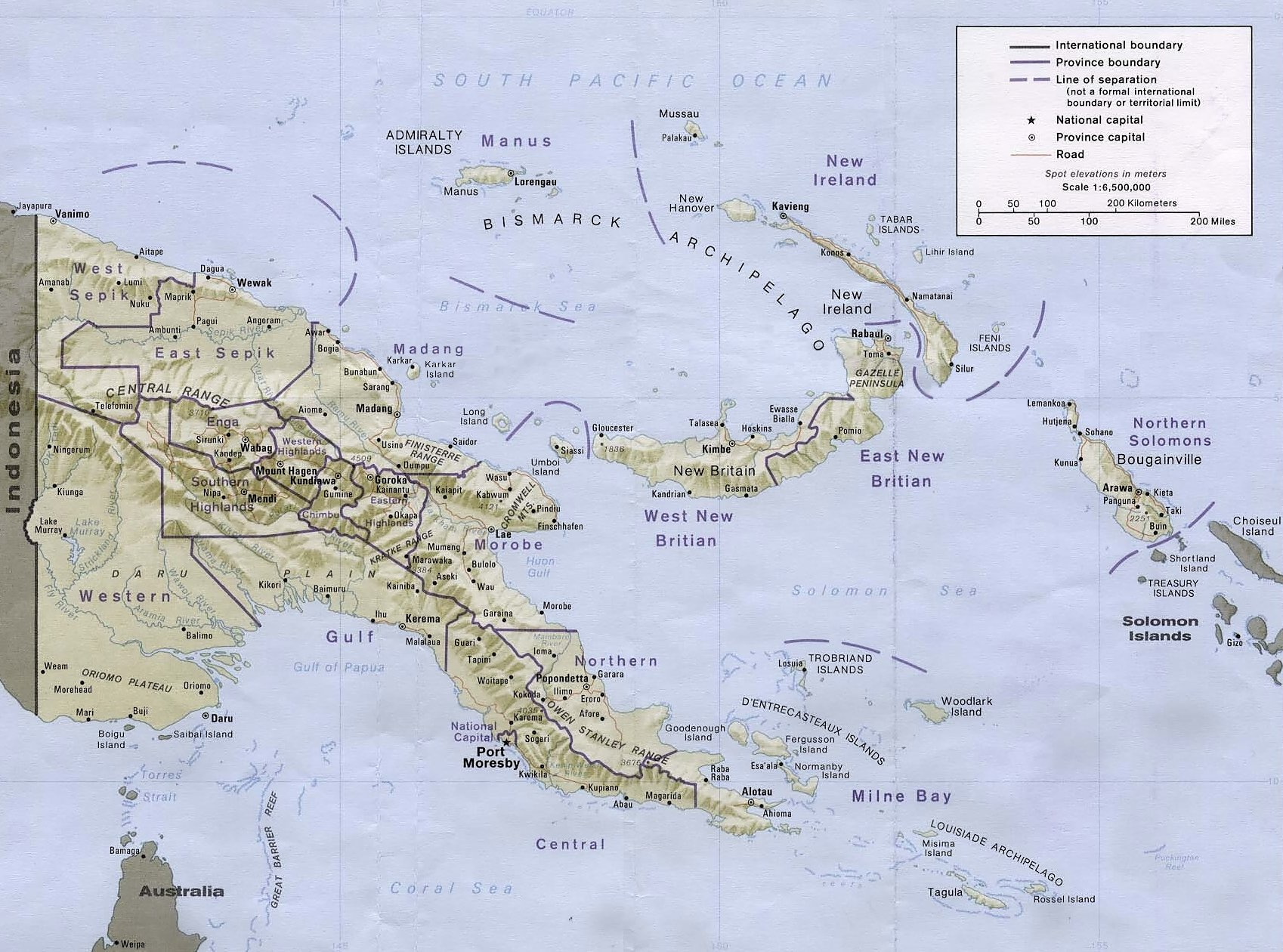
بحر بيسمارك

بحر بيسمارك هو بحر يقع في جنوب غرب المحيط الهادي وشمال جزيرة بابوا غينيا الجديدة. سمي بهذا الاسم تيمنا بالمستشار الألماني أوتو فون بسمارك مثل أرخبيل بيسمارك.
وكان موقعا لهزيمة كبيرة للبحرية اليابانية في معركة بحر بيسمارك أثناء الحرب العالمية الثانية في 3 و 4 مارس 1943.